# Эшерский клад
43°02′21″ с. ш. 40°55′21″ в. д.
Эшерский клад — клад боевого оружия, обнаруженный на окраине села Нижняя Эшера недалеко от Эшерского городища в республике Абхазии. Датируется VIII—VII векам до н. э.

## Обнаружение
Клад был обнаружен местным жителем во время строительных работ в 1969 году на северо-восточной окраине холма Верещагина (окраина села Нижняя Эшера), в 50 м севернее «кувшинных погребений». Клад залегал на глубине 40—50 см.

## Состав клада
Клад состоял из бронзовых и железных предметов. Бронзовые предметы: три топора — два колхидского типа и один колхидо-кобанского, характерный для Колхиды и Северного Кавказа; наконечники копий двух типов — три с цельнолитой втулкой лавролистной формы и один ланцетной формы с раскованной втулкой колхидского типа. Железные предметы: 11 наконечников копий, два из них хорошей сохранности. Они имеют ланцетовидное перо и расщеплённую втулку. После доследования места находки были ещё найдены железный кинжал и мелкие бронзовые бусины.

### Топоры
Оба топора колхидского типа шестигранные, с клиновидными обухами и овальными проушинами. Один орнаментирован изображением фантастического животного в виде собаки с раскрытой пастью, треугольниками, ромбами, сетчаткой. Размеры топора: длина — 17,8 см, ширина лезвия — 5,8 см, вес — 350 г. Второй топор без орнаментации, длиннее первого на 1 см и весит 500 г. Топор колхидо-кобанского вида имеет двухскатный обух с прямой лобной частью, асимметричное лезвие, овальную проушину. Его размеры: длина — 17 см, ширина лезвия — 6,3 см, вес — 415 г. Такие топоры имеют широкое распространение на территориях позднебронзовой культуры Западного Кавказа и определяется как рабочий инструмент. Но при необходимости могли служить и боевым оружием.

### Копья
Бронзовые копья лавролистной формы имеют ребёрчатую грань и трубчатую втулку с отверстиями для насадки гвоздя. Длина наконечников 16—17 см. Копьё ланцетовидной формы имеет ребёрчатую грань и втулку с продольной прорезью и отверстия для насадки гвоздя. Длина ланцетовидного наконечника 36 см. Железные копья имеют те же формы, что и бронзовые. Наблюдается перенесение форм бронзовых копий на железные.

### Кинжал
Железный кинжал длиной 25—30 см (частично фрагментирован) напоминает форму лавролистного копья с продольным ребром посередине.

### Украшения
В кладе были обнаружены 18 мелких округлой формы бронзовых бусин. По их расположению видно, что они были нанизаны на нитку.

## Датировка
Бронзовые изделия клада, и в первую очередь гравированный топор, имеют развитую форму. Эти топоры датируются временем не ранее VIII века до н. э. Железные изделия относятся ко времени широкого освоения железа в регионе (массового изготовления боевого оружия из железа) — VIII—VII веками до н. э..